# Никонов, Владимир Андреевич
Влади́мир Андре́евич Ни́конов (14 (27) июля 1904, Симбирск, Российская империя — 13 марта (по другим данным 13 мая) 1988, Москва, СССР) — советский лингвист, организатор науки, литературовед, поэт. Учёный-самоучка без высшего образования, один из крупнейших советских ономастов. Почётный член Международного комитета ономастических наук при ЮНЕСКО (1972).

## Семья
Упоминания о роде Никонова восходят к XVII веку.
Отец — Андрей Алексеевич Никонов, фельдшер при Симбирской городской управе, потомок побочных линий дворянских фамилий Ивашевых и Языковых. Был гласным Симбирской городской думы. За заслуги перед Симбирском получил личное дворянство.
Мать — Любовь Петровна Никонова (урождённая Воскресенская, ум. 1904), дочь сельского священника, внучатая племянница митрополита Петербургского и Ладожского Палладия.
Владимир был пятым сыном своих родителей (старшие братья — Алексей, Александр, Николай, Сергей). При его родах мать умерла. Отец женился вторично на Татьяне Никифоровне Бородиной (в замужестве Никоновой). В этом браке было шестеро детей — один сын и пять дочерей. Два старших брата Никонова воевали в Гражданской войне на разных сторонах и никогда не примирились друг с другом.
Владимир был отдан на воспитание в семью тёти, Анны Алексеевны Петровой (урождённой Никоновой) — родной сестры его отца. Мужем тёти был Николай Николаевич Петров, богатый симбирский купец-хлеботорговец. Их дочь, двоюродная сестра Владимира, незамужняя Вера Николаевна Петрова (1870—1969), стала его приёмной матерью. Прожив 99 лет, она до конца жизни была окружена вниманием и заботой приёмного сына.
Никонов был дважды женат. Единственный сын от второго брака Евгений умер в четырёхлетнем возрасте от скарлатины, когда Никонов находился в заключении в Сибири. Также до его выхода из заключения умерла вторая жена.

## Образование
В начальную школу приёмная мать Никонова не отдала, «чтобы уличные мальчишки не испортили», и учителя ходили к нему на дом. Затем учился в 1-й Симбирской мужской классической гимназии (закончил один подготовительный и четыре гимназических класса, 1913—1918), окончание которой совпало с революционными событиями в Симбирске, которые юный Никонов полностью разделял. Увлечение географией привело его в результате революционных событий в географический комитет Симбирского губернского отдела образования, членом которого он стал в 14 лет. Его учителя и директор гимназии фактически стали его подчинёнными, и в этой ситуации ему было «неудобно» сдавать экзамены. После гимназии он нигде не учился, занимаясь исключительно самообразованием.
У Никонова, таким образом, не было высшего образования, аттестата о среднем образовании и свидетельства об окончании начальной школы.

## Биография
В 1918 году в четырнадцатилетнем возрасте, будучи членом географического комитета Симбирского губернского отдела образования, переименовал 15 улиц Симбирска, о чём впоследствии сожалел. В этот период услышал речь приехавшего в Симбирск Льва Троцкого, которая произвела на него огромное впечатление. В 1920 году вступил в комсомол и создал пионерскую организацию в Симбирске и губернскую пионерскую газету «Смена смене». В 1920 году в шестнадцатилетнем возрасте начал работать в симбирской губернской газете. В 1925—1931 годах преподавал географию в средней школе № 3 (ныне Мариинская гимназия) и педагогическом техникуме Ульяновска.
В 1924 году организовал в Ульяновске литературную группу «Стрежень», которой руководил до 1928 года. В 1924 году на собственные средства издал два сборника стихов: «Молодняк» и «Чужие стихи». В 1928 году вышли две литературоведческие книги Никонова: «Статьи о конструктивистах» и «Эдуард Багрицкий».
В 1931 году переехал в Воронеж, где работал заведующим отделом информации в областной газете «Коммуна» и членом редколлегии журнала «Подъём».
Переехав в Москву в 1933 году, продолжил литературную деятельность, печатаясь в «Литературной газете», журналах «Знамя», «Красная новь», «Октябрь» и др. В этот период Никонов много писал о стиховедении и стилистике. В 1935 году опубликовал в журнале «Советское краеведение» свою первую статью по ономастике «Об изучении местных географических названий».
Во время Великой Отечественной войны с мая 1942 по июнь 1944 года служил в 14-й Чебоксарской стрелковой дивизии Волжской военной флотилии, имел награды. Из-за контузии, полученной во время войны, в дальнейшей жизни говорил очень громко.
В июне 1944 года был незаконно репрессирован и провёл в сибирских лагерях ГУЛАГа и ссылке 10 лет. Причиной репрессии стал бытовой конфликт с особистом, шофёра которого, опоздавшего к обеду, дежурный по кухне Никонов отказался кормить. Поводом стало обсуждение указа Сталина о возобновлении работы Священного синода и шутка Никонова о том, что скоро вместо батальонных комиссаров будут батальонные священники. В заключении находился в Западной Сибири, где, благодаря своей грамотности, был бухгалтером одновременно нескольких лагерей. В 1954 году, после полного отбытия Никоновым десятилетнего срока заключения, приговор был полностью отменён по протесту прокурора Вооружённых сил СССР за отсутствием состава преступления.
Во второй половине 1950-х годов на шестом десятке лет вернулся к научной и литературной деятельности. Основные научные интересы в ономастике — русские фамилии, географические названия (топонимы), названия космических объектов (астронимы), клички животных (зоонимы). В различных советских энциклопедиях опубликовано более 300 статей и заметок Никонова. Читал лекции в 18 вузах СССР.
Заинтересованный свидетель описывал семидесятишестилетнего Никонова в 1980 году:
Выглядел Владимир Андреевич как фанатик, для которого в жизни ничего, кроме науки, не существовало: мятая рубашка, локти старенького пиджака протерты, брюки с «бахромой» внизу, ботинки стоптанные и явно не по сезону (на улице уже были декабрьские морозы). Как бы в оправдание своего неприглядного внешнего вида Владимир Андреевич сообщил собравшимся, что живёт один (жена умерла несколько лет назад), а всё время проводит в командировках от института по стране…
До самой смерти в 1988 году жил в одиночестве в одной комнате (14-16 м²) коммунальной квартиры, где жили ещё две семьи, недалеко от Садового кольца в Москве. Эту комнату Никонов получил после возвращения из заключения благодаря полярнику Ивану Папанину.
По некоторым сведениям Никонов оставил после себя большие сбережения — 40000 рублей, которые хотел передать на организацию литературного музея в Ульяновске. Это желание не было исполнено.
Согласно завещанию (по другой версии — по инициативе ульяновских краеведов) прах захоронен на родине, в Ульяновске — на Аллее Почёта Северного (Ишеевского) кладбища.

## Научная деятельность
Сформулировал постулат о рядности географических названий, которые «никогда не существуют в одиночку, они всегда соотнесены друг с другом. Чтобы выяснить происхождение названия, необходимо прежде всего понять, что оно возникло не изолированно, а лишь в ряду других названий».
Предложил различать понятия топонимика и топонимия, что стало общепринятым.
Акцентировал значимость историзма в топонимике: топонимия соответствует не природным зонам, а «исторически складывающемуся использованию их человеком».
Способствовал формированию новых научных направлений — этнической и ареальной ономастики. Внедрил в ономастику новые методы исследований — статистический и картографический. Ввёл в научный оборот новый круг источников — переписи, похозяйственные книги, данные загсов и архивов.
Пользуясь статистическими методами, впервые выделил четыре основных района Европейской части России, в каждом из которых господствует одна фамилия: на Севере — Попов, в Северном Поволжье — Смирнов, в огромной полосе южнее и восточнее Москвы — Кузнецов, на северо-западе — Иванов. Эти четыре массива, охватывающие миллионы людей, по мнению Никонова, — четыре историко-географических слагаемых России: суздальско-владимирские земли, псковско-новгородские, северные и земли нового освоения.
Выделил шесть основных групп систем фамилий: патронимические, принадлежностные, владельческие, оттерриториальные, профессиональные, по личным особенностям носителя, этнические. Особое внимание уделял анализу лексических рядов слов, послуживших основами для фамилий, не смешивая их с семантикой фамилии.
Создал и руководил топонимической комиссией Московского филиала Географического общества СССР и группой ономастики в Институте языкознания АН СССР. Более 20 лет руководил группой ономастики в Институте этнографии АН СССР. Руководил проведением ряда всесоюзных конференций по топонимике, антропонимике, ономастике и выпуском более 20 научных сборников.
В 1972 году на XI международном конгрессе по ономастике в Софии был избран почётным членом Международного комитета (центра) ономастических наук при ЮНЕСКО.